# السجل المؤقت للنوع البحري وغير البحري
السجل المؤقت للنوع البحري وغير البحري هو موقع ويب من نوع قاعدة بيانات تصنيفية ‏ وقاعدة بيانات على النت أنشئ في 2006، وهو متوفر باللغة الإنجليزية.

## وصلات خارجية
- الموقع الرسمي